# Mandlkogel
Der Mandlkogel mit einer Höhe von 2279 m ü. A. liegt im Gosaukamm des Dachsteinmassivs. Der Gipfel liegt auf den Gemeindegebieten von Annaberg-Lungötz (Salzburg) und Gosau (Oberösterreich).
Als nahegelegene Ausgangspunkte zur Besteigung dienen die Stuhlalm und Theodor-Körner-Hütte. Der Normalweg führt über den Mandlkogelsteig von Süden. Im Jahr 1913 stürzte der österreichische Alpinist Paul Preuß beim Versuch der Erstdurchsteigung der Nordkante im oberen Teil der Kante tödlich ab.